# Polska na Młodzieżowych Mistrzostwach Europy w Lekkoatletyce 2005
Polska na Młodzieżowych Mistrzostwach Europy w Lekkoatletyce 2005 – reprezentacja Polski podczas piątej edycji czempionatu Starego Kontynentu dla zawodników do lat 23, która odbyła się w Erfurcie,  zdobyła 6 medali, w tym cztery złote.

## Rezultaty

### Mężczyźni
- bieg na 100 metrów
  - Adam Gaj zajął 7. miejsce
  - Michał Bielczyk odpadł w eliminacjach
  - Jarosław Wasiak odpadł w eliminacjach
- bieg na 200 metrów
  - Kamil Masztak odpadł w eliminacjach
  - Paweł Ptak odpadł w eliminacjach
  - Piotr Wiaderek odpadł w eliminacjach
- bieg na 400 metrów
  - Daniel Dąbrowski zajął 3. miejsce
  - Piotr Kędzia odpadł w półfinale
- bieg na 800 metrów
  - Łukasz Jóźwiak odpadł w eliminacjach
  - Yared Shegumo odpadł w eliminacjach
- bieg na 1500 metrów
  - Ireneusz Sekretarski zajął 8. miejsce
  - Bartosz Nowicki zajął 9. miejsce
  - Yared Shegumo został zdyskwalifikowany w finale
- bieg na 5000 metrów
  - Rafał Snochowski zajął 8. miejsce
  - Marcin Janiak zajął 11. miejsce
  - Karol Rzeszewicz zajął 13. miejsce
- bieg na 10 000 metrów
  - Janusz Put zajął 18. miejsce
- Bieg na 110 metrów przez płotki
  - Rafał Niedzielski odpadł w eliminacjach
- bieg na 400 metrów przez płotki
  - Jakub Szwedzik odpadł w eliminacjach
- bieg na 3000 metrów z przeszkodami
  - Radosław Popławski zajął 1. miejsce
  - Tomasz Szymkowiak zajął 7. miejsce
  - Łukasz Parszczyński zajął 11. miejsce
- sztafeta 4 × 100 metrów
  - Kamil Masztak, Piotr Wiaderek, Adam Gaj i Michał Bielczyk zajęli 5. miejsce
- sztafeta 4 × 400 metrów
  - Witold Bańka, Piotr Zrada, Daniel Dąbrowski i Piotr Kędzia oraz Łukasz Pryga i Paweł Ptak (w eliminacjach) zajęli 1. miejsce
- chód na 20 kilometrów
  - Rafał Augustyn zajął 4. miejsce
  - Artur Brzozowski zajął 12. miejsce
- skok wzwyż
  - Michał Bieniek zajął 7. miejsce
  - Grzegorz Białkowiec odpadł w kwalifikacjach
  - Radosław Struzik odpadł w kwalifikacjach
- skok o tyczce
  - Przemysław Czerwiński zajął 7. miejsce
- skok w dal
  - Michał Łukasiak zajął 5. miejsce
  - Marcin Starzak zajął 6. miejsce
  - Michał Niemyjski odpadł w kwalifikacjach
- trójskok
  - Mateusz Parlicki zajął 8. miejsce
  - Michał Futyma odpadł w kwalifikacjach
- pchnięcie kulą
  - Jakub Giża zajął 7. miejsce
  - Krzysztof Krzywosz zajął 9. miejsce
- rzut dyskiem
  - Piotr Małachowski zajął 2. miejsce
  - Michał Hodun zajął 7. miejsce
- rzut oszczepem
  - Igor Janik zajął 1. miejsce
- dziesięciobój
  - Michał Chalabala zajął 20. miejsce
  - Łukasz Płaczek nie ukończył

### Kobiety
- bieg na 400 metrów
  - Izabela Kostruba odpadła w eliminacjach
  - Bożena Łukasik odpadła w eliminacjach
- bieg na 800 metrów
  - Joanna Kuś odpadła w eliminacjach
  - Dorota Udałow odpadła w eliminacjach
- bieg na 1500 metrów
  - Renata Pliś zajęła 11. miejsce
- bieg na 10 000 metrów
  - Marzena Kłuczyńska zajęła 7. miejsce
- bieg na 100 metrów przez płotki
  - Agnieszka Czyż odpadła w eliminacjach
  - Joanna Kocielnik odpadła w eliminacjach
  - Justyna Oleksy odpadła w eliminacjach
- bieg na 3000 metrów z przeszkodami
  - Katarzyna Kowalska zajęła 1. miejsce
  - Agata Dróżdż odpadła w eliminacjach
  - Iwona Lewandowska odpadła w eliminacjach
- sztafeta 4 × 400 metrów
  - Izabela Kostruba, Jolanta Wójcik, Anna Nentwig i Bożena Łukasik zajęły 4. miejsce
- chód na 20 kilometrów
  - Agnieszka Dygacz zajęła 14. miejsce
  - Katarzyna Kwoka zajęła 15. miejsce
  - Beata Bodzioch zajęła 17. miejsce
- skok wzwyż
  - Anna Ksok zajęła 4. miejsce
- skok o tyczce
  - Anna Rogowska zajęła 7. miejsce
  - Anna Olko zajęła 12.-13. miejsce
  - Justyna Ratajczak zajęła 16. miejsce
- skok w dal
  - Dominika Miszczak zajęła 7. miejsce
- trójskok
  - Aleksandra Fila zajęła 6. miejsce
  - Agata Kosuda zajęła 9. miejsce
  - Kamila Rywelska odpadła w kwalifikacjach
- rzut dyskiem
  - Izabela Koralewska zajęła 7. miejsce
  - Żaneta Glanc odpadła w kwalifikacjach
  - Agnieszka Jarmużek odpadła w kwalifikacjach
- rzut młotem
  - Katarzyna Kita odpadła w kwalifikacjach
  - Malwina Sobierajska odpadła w kwalifikacjach
- rzut oszczepem
  - Urszula Jasińska zajęła 11. miejsce
- siedmiobój
  - Beata Lewicka zajęła 15. miejsce
  - Karolina Tymińska nie ukończyła